# Třída Humber
Třída Humber byla třída monitorů britského královského námořnictva z období první světové války. Celkem byly postaveny tři jednotky této třídy. Ve službě byly v letech 1914–1919. Původně byly postaveny pro brazilské námořnictvo, to je ale nepřevzalo a těsně před vypuknutím světové války je koupilo britské královské námořnictvo. Monitory byly intenzivně nasazeny v první světové válce. Žádný nebyl ztracen. Po válce byly vyřazeny.

## Stavba
Stavbu tří říčních monitorů Brazílie objednala roku 1912 u britské loděnice Vickers v Barrow-in-Furness. Jejich operační oblastí měla být řeka Amazonka, přičemž nebyly vhodné pro nasazení na moři. Monitory byly dokončeny v období od listopadu 1913 do února 1914. Brazílie je však nezaplatila, takže pro ně loděnice hledala jiného kupce. Před vypuknutím války je koupili Britové, kteří je převzali 3. srpna 1914. Královskému námořnictvu na počátku války chyběla vhodná plavidla pro podporu pozemních operací ve Flandrech a třída Humber pomohla zaplnit tuto mezeru.
Jednotky třídy Humber:
| Jméno                    | Loděnice | Založení kýlu | Spuštěna        | Vstup do služby | Status                                                            |
| ------------------------ | -------- | ------------- | --------------- | --------------- | ----------------------------------------------------------------- |
| HMS Humber (ex Javary)   | Vickers  | 1912          | 17. června 1913 | 8. srpna 1914   | Vyřazen 1919, prodán do Nizozemska a přestavěn na plovoucí jeřáb. |
| HMS Severn (ex Solimoes) | Vickers  | 1912          | 19. srpna 1913  | 8. srpna 1914   | Vyřazen 1919, sešrotován 1921.                                    |
| HMS Mersey (ex Madeira)  | Vickers  | 1912          | 30. září 1913   | 8. srpna 1914   | Vyřazen 1919, sešrotován 1921.                                    |

## Konstrukce

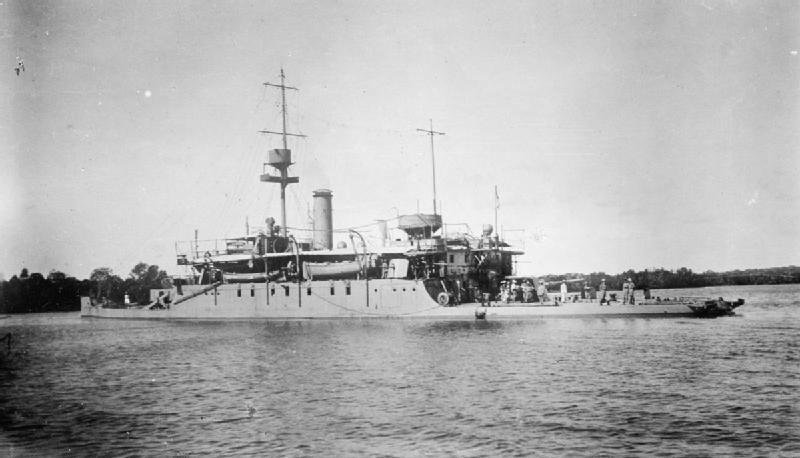
HMS Severn

Výzbroj monitorů tvořily dva 152mm kanóny ve dvoudělové věži na přídi. Doplňovaly je dvě 120mm houfnice, čtyři 47mm kanóny a šest 7,7mm kulometů. Pohonný systém tvořily dva kotle a dva parní stroje o výkonu 1450 hp, pohánějící dva lodní šrouby. Nejvyšší rychlost dosahovala 9,5 uzlu. Dosah byl 4000 námořních mil při rychlosti 8 uzlů.

### Modifikace

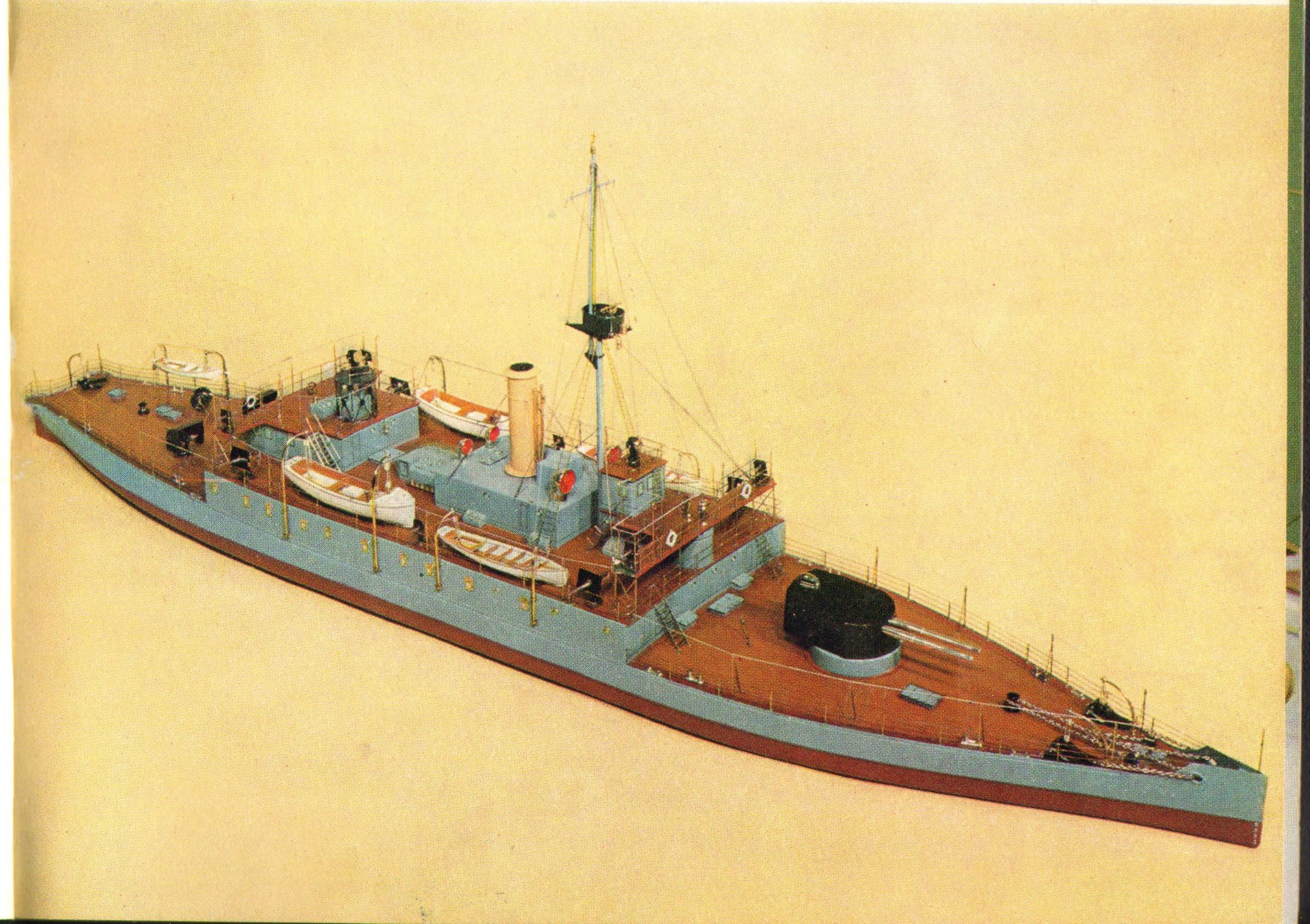
Model monitoru HMS Humber

Během války byla na monitorech Severn a Mersey původní dělová věž nahrazena dvěma samostatně lafetovanými 152mm kanóny.

## Služba
Celá třída byla v říjnu a listopadu 1914 intenzivně nasazena ve Flandrech. Na počátku roku 1915 byly odeslány do Středomoří. Humber se zapojil do vylodění v Gallipoli. Monitory Severn a Mersey se v červenci 1915 podílely na zneškodnění německého lehkého křižníku SMS Königsberg, ukrývajícího se v deltě africké řeky Rufiji v Německé východní Africe. V oblasti následně zůstaly až do roku 1918. V říjnu 1918 byly soustředěny ve Středomoří.